# NGC 1232A
NGC 1232A је спирална галаксија у сазвежђу Еридан која се налази на NGC листи објеката дубоког неба.
Деклинација објекта је - 20° 35' 58" а ректасцензија 3h 10m 1,8s. Привидна величина (магнитуда) објекта NGC 1232 износи 14,7 а фотографска магнитуда 15,3. NGC 1232A је још познат и под ознакама ESO 547-16, MCG -4-8-32, ARP 41, PGC 11834.